# Dougal Robertson
Dougal Robertson (1924–1992) byl britský námořník pocházející z Edinburghu, který se proslavil zejména jako trosečník a expert na přežití na otevřeném moři.

## Životopis
Robertson vystudoval Leith Nautical College a poté působil v Britském obchodním loďstvu. Po nějaké době námořnickou práci opustil, založil rodinu a stal se farmářem zaměřeným na produkci mléka.

### Poněkud drsná plavba
V 70. letech se rozhodl podniknout s celou svou rodinou (zahrnující manželku a čtyři děti) velkou plavbu kolem světa a za tímto účelem nakoupil dřevěnou jachtu Lucette (50 let starý škuner o výtlaku 19 tun a délce 13 metrů). Z Anglie vyrazili 27. ledna 1971. Během tranzitu Panamským průplavem přibrali ještě jednoho člena posádky.
15. června 1972 brzy ráno byla jejich loď v poloze cca 200 km západně od Galapág napadena stádem kosatek, které si ji pravděpodobně spletly s velrybou a rozhodly se ji ulovit. Ačkoliv při prvním nájezdu pochopily omyl a útok ukončily, pro loď již bylo pozdě. Jedna ze tří útočících kosatek prvního sledu sice ke své smůle udeřila na olověný kýl lodi, který vydržel a způsobil jí těžké poranění hlavy, ovšem zbylé dvě zasáhly trup a 4 cm silné plaňky ze sosnoviny neměly nejmenší šanci vydržet nájezd 5-6 tunových kolosů, které do nich udeřily v rychlosti minimálně 25 uzlů, tj. 46 km/h (kosatka je schopna při závěru útoku udeřit v rychlosti až 60 km/h). Loď se během 3–5 minut potopila, nicméně celá posádka i přes to stihla nastoupit do záchranných člunů. Po 38 dnech utrpení ji asi 400 námořních mil severovýchodně od místa ztroskotání zachránila japonská rybářská loď Toka Maru II.

### Sláva
Ztroskotání Lucette a následné šťastně ukončené martyrium posádky Robertsonovu rodinu proslavilo. Robertson sám napsal o celé plavbě knihu Survive the Savage Sea (poprvé vyšla v roce 1973), která se rychle stala světovým bestsellerem a byla přeložena do mnoha jazyků. V roce 1991 se dočkala zfilmování. Česky vyšla pod jménem Přežili jsme v Pacifiku (jeho syn Douglas Robertson vydal vlastní knihu na totéž téma, The Last Voyage of the Lucette, v roce 2005). Dougal Robertson pokračoval v námořnickém řemesle a získal renomé jako expert na přežití na širém moři. V roce 1975 vydal svůj druhý bestseller: Sea Survival: A Manual, příručku pro přežití na moři, která pomohla mnoha trosečníkům (Steven Callahan, jiný slavný trosečník, který přežil sám 76 dnů v záchranném člunu, ji jmenoval mezi věcmi, pro které riskoval návrat na palubu své potápějící se jachty). Robertson sám už život na moři neopustil až do své smrti.